# 桜井田部貞相
桜井田部 貞相（さくらいのたべ の さだみ/さだすけ）は、平安時代前期の貴族・明法家。初名は貞雄麻呂。姓は連。官位は従五位下・大判事。

## 出自
桜井田部氏（桜井田部連）は河内国石川郡桜井（現在の大阪府富田林市桜井）に置かれた桜井屯倉を耕作した田部の伴造家。天津彦根命の裔孫である速都鳥命の後裔で凡河内氏の一族とする天孫系氏族。姓はもと連であったが、八色の姓の施行により一部の氏人は宿禰姓に改姓した。

## 経歴
清和朝初頭に右衛門大志を務め、天安3年（859年）には左衛門少尉・紀今影と共に河内・和泉両国の陶邑窯へ派遣されて、須恵器を焼き薪を伐る山の所属に関する争いについて弁決し、山を和泉国の地とする旨を定めている（陶山の薪争い）。
その後、外従五位下・大判事兼明法博士に叙任され、清和朝後半から陽成朝前半にかけて明法博士を務めるが、以下の活動記録が残っている。
- 貞観13年（871年）太皇太后・藤原順子の崩御に際して、天皇が祖母である太皇太后の喪に服すべき期間について疑義が生じて決定できなかったために、諸博士たちに議論させた際、律令・『令義解』を引用しつつも、天皇は1日中政務があって事情が臣下と異なるために服喪は行わず心喪（服喪したごとき気持でいること）のみ行うべきとの意見を言上した[5]。
- 元慶元年（877年）夜間に日食が発生したため、廃務（忌日に朝廷が政務を停止すること）を行うことの是非について、明経博士・文章博士・明法博士に議論が命じられた際、再び令や『令義解』を引用するが、いずれも日中の公務を前提とした内容になっており、夜間に廃務を行うべきかどうかは明らかでない旨を言上した[6]。

またこの間、貞観11年（869年）貞雄麻呂から貞相に改名し、貞観15年（873年）には一族の貞世らと共に讃岐国三木郡から右京六条一坊に移貫している。

## 官歴
『日本三代実録』による。
- 時期不詳：従六位上
- 天安3年（859年） 3月4日：見右衛門大志
- 時期不詳：外従五位下。大判事兼明法博士
- 貞観11年（869年） 9月16日：貞雄麻呂から貞相に改名
- 時期不詳：従五位下（内位）。兼丹波権掾
- 貞観15年（873年） 12月1日：讃岐国三木郡から右京六条一坊に移貫
- 元慶2年（878年） 正月11日：兼美作権介